# Communauté de communes de la Vallée de l'Oise et des Trois Forêts
La communauté de communes de la Vallée de l’Oise et des Trois Forêts (CCVO3F) est une communauté de communes française, située dans le département du Val-d'Oise et la région Île-de-France.

## Histoire
La communauté de communes a été créée le 17 novembre 2003.
La commune de Champagne-sur-Oise a quitté la CCVO3F en 2012 pour rejoindre la Communauté de communes du Haut Val-d'Oise et la commune de Nerville-la-Forêt a rejoint l'intercommunalité en 2013.
Le  schéma régional de coopération intercommunale d'Île-de-France du 4 mars 2015 prévoyant la dissolution de la communauté de communes de la Vallée de l’Oise et des impressionnistes (CCVOI),, les communes de Mériel et de Méry-sur-Oise devraient rejoindre la CCVO3F en 2016. La majorité du conseil municipal de Mériel s'est prononcé contre cette intégration,.
Les communes de Mériel et de Méry-sur-Oise ont rejoint la CCVO3F le 1er janvier 2016 à la suite de la dissolution de la communauté de communes de la Vallée de l'Oise et des impressionnistes.

## Le territoire communautaire

### Géographie
Le territoire communautaire est décrit plutôt justement par le nom de l'EPCI. En effet, il regroupe d'une part des communes du val de l'Oise situées sur les rives de la rivière comme  Parmain et L'Isle-Adam et, d'autre part, des communes « forestières » bordées par des forêts domaniales telles que Presles, Nerville-la-Forêt, Villiers-Adam, Chauvry, Béthemont-la-Forêt et, de nouveau, L'Isle-Adam.
Les trois forêts auxquelles il est fait référence dans le nom de la structure sont :
- la forêt domaniale de L'Isle-Adam
- la forêt domaniale de Carnelle
- la forêt domaniale de Montmorency

Outre les forêts, le territoire communautaire s'étend sur d'autres sites naturels d'importance comme la Vallée de Chauvry et le Parc naturel régional du Vexin français (la commune de la rive droite de l'Oise : Parmain en fait partie).
La communauté de communes est ainsi à cheval entre le Vexin français et la partie forestière occidentale du Pays de France.
La communauté de communes est clairement centrée autour de la ville de L'Isle-Adam qui domine démographiquement et économiquement les autres communes.

### Composition
La communauté de communes est composée des 9 communes suivantes :

| Nom                | Code Insee | Gentilé        | Superficie (km2) | Population (dernière pop. légale) | Densité (hab./km2) |
| ------------------ | ---------- | -------------- | ---------------- | --------------------------------- | ------------------ |
| Presles (siège)    | 95504      | Preslois       | 9,95             | 3 994 (2022)                      | 401                |
| Béthemont-la-Forêt | 95061      | Béthemontois   | 3,79             | 426 (2022)                        | 112                |
| Chauvry            | 95151      | Chauvriots     | 5                | 297 (2022)                        | 59                 |
| L'Isle-Adam        | 95313      | Adamois        | 14,94            | 12 302 (2022)                     | 823                |
| Mériel             | 95392      | Mériellois     | 5,31             | 5 337 (2022)                      | 1 005              |
| Méry-sur-Oise      | 95394      | Mérysiens      | 11,17            | 10 015 (2022)                     | 897                |
| Nerville-la-Forêt  | 95445      | Nervillois     | 6,68             | 779 (2022)                        | 117                |
| Parmain            | 95480      | Parminois      | 9,2              | 5 683 (2022)                      | 618                |
| Villiers-Adam      | 95678      | Villieradamois | 9,82             | 848 (2022)                        | 86                 |

### Collectivités voisines
La communauté de communes est entourée par d'autres structures intercommunales :
La communauté de communes est bordée au sud ouest par la Communauté de communes de la Vallée de l'Oise et des impressionnistes, au nord ouest par la Communauté de communes de la Vallée du Sausseron, au nord par la Communauté de communes du Haut Val-d'Oise, à l'est par la Communauté de communes Carnelle - Pays de France et la Communauté de communes de l'Ouest de la Plaine de France et au sud par la Communauté d'agglomération Val Parisis.

### Démographie
| 1968   | 1975   | 1982   | 1990   | 1999   | 2010   | 2015   | 2021   |
| ------ | ------ | ------ | ------ | ------ | ------ | ------ | ------ |
| 18 887 | 25 574 | 28 118 | 30 980 | 35 410 | 36 968 | 38 491 | 39 019 |

## Organisation

### Siège
Le siège de l'intercommunalité est en mairie de Presles, mais ses bureaux sont situés à L'Isle-Adam - 1 Avenue Jules Dupré.

### Les élus
La Communauté de communes est administrée par son Conseil communautaire composé en 2016 de 41 conseillers communautaires, qui sont des conseillers municipaux représentant chaque commune membre, répartis, pour la mandature 2020-2024, de la manière suivante : 
- 12 délégués pour L'Isle-Adam ;
- 10 délégués pour Méry-sur-Oise ;
- 6 délégués pour Parmain  ;
- 5 délégués pour Mériel ;
- 4 délégués pour Presles  ;
- 1 délégué ou son suppléant pour Villiers-Adam, Nerville-la-Forêt, Béthemont-la-Forêt et Chauvry[10].

À la suite des élections municipales de 2020 dans le Val-d'Oise, le conseil communautaire restructuré réuni le 16 juillet 2020 a élu son nouveau président, Sébastien Poniatowski, maire de L’Isle-Adam, ainsi que ses huit vice-présidents, qui sont :
1. Pierre-Édouard Éon, maire de Méry-sur-Oise, chargé du développement économique ;
2. Pierre Bemels, maire de Presles chargé des finances ;
3. Jacques Delaune (Chauvry), chargé du cadre de vie ;
4. Philippe Van Hyfte (Nerville-la-Forêt), chargé de l'environnement ;
5. Bruno Macé, maire de Villiers-Adam, chargé du tourisme et à la culture ;
6. Didier Dagonet, maire de Béthemont-la-Forêt, chargé de la mutualisation des services et au matériel ;
7. Loïc Taillanter, maire de Parmain, chargé du numérique et de la sécurité ;
8. Jérôme François, maire de Mériel, chargé de la communication et à l’animation intercommunale.

### Liste des présidents
| Période      | Période                       | Identité              | Étiquette | Qualité |
| ------------ | ----------------------------- | --------------------- | --------- | --- |
| 2004         | avril 2014                    | Axel Poniatowski      | UMP → LR  | Dirigeant de société Maire de L'Isle-Adam (1999 → 2017) Député du Val-d'Oise (2e circ. (2002 → 2017) Conseiller général de L'Isle-Adam (2001 → 2002) |
| avril 2014   | juillet 2019                  | Roland Guichard       | UMP → LR  | Chef d'entreprise Maire de Parmain (1995 → 2019) Conseiller général de L'Isle-Adam (2002 → 2015) Décédé en fonction                                  |
| juillet 2019 | juillet 2020                  | Pierre Bemels         | LR        | Retraité de la banque Maire de Presles (2008 → ) |
| juillet 2020 | En cours (au 21 juillet 2020) | Sébastien Poniatowski | LR        | Avocat Maire de L’Isle-Adam (2017 → ) |

### Les compétences
L'intercommunalité exerce les compétences qui lui ont été transférées par les communes membres, dans les conditions déterminées par le code général des collectivités territoriales. Il s'agit de
- Aménagement de l’espace :
  - Création, réalisation et gestion de zones d’aménagement concerté d’intérêt communautaire ;
  - Acquisitions foncières nécessaires à la conduite d’intérêt communautaire et constitution de réserves foncières en vue de projets susceptibles de présenter un intérêt communautaire ;
  - Actions d’aménagement relatives à des projets économiques, touristiques ou environnementaux concernant directement plusieurs des communes de la communauté ;
  - Information et conseil aux habitants en matière de réglementation et de procédures d’urbanisme ; l’instruction des dossiers du droit des sols (certificats d’urbanisme, permis de démolir et déclarations de travaux) ;
  - Actions visant au développement de l’accès de la population, des professionnels et des entreprises aux télécommunications à haut débit.
- Développement économique :
  - Inventaire des potentiels, ressources et acteurs économiques du territoire de la communauté de communes, actions d’information et de promotion globales concernant les ressources et l’image du territoire dans son ensemble ;
  - Accueil, information et orientation vers les communes concernées des porteurs de projets économiques ;
  - Création, réalisation et gestion de zones d’activité d’intérêt communautaire ;
  - Projets de développement économique concernant directement plusieurs communes de la communauté ;
  - Projets de développement touristique concernant directement plusieurs communes de la communauté ;
  - Participation et soutien aux structures de développement économique s’intéressant à l’ensemble du territoire de la communauté ;
  - Participation et soutien aux structures de développement touristique s’intéressant à l’ensemble du territoire de la communauté ;
  - Élaboration et mise en  œuvre de projets de soutien et de développement du commerce, de l’artisanat, des professions libérales, du tourisme, des services et de l’industrie conçus au niveau du territoire, en particulier en se dotant de ressources propres utiles à cet objectif et pour la mise en œuvre d’aides directes et indirectes ;
  - Actions nouvelles de soutien au maintien de services de proximité en milieu rural ;
  - Information sur les projets communaux en matière de développement communaux, en matière de développement économique et actions destinées à en améliorer la coordination.
- Protection et mise en valeur de l’environnement :
  - Études environnementales concernant l’ensemble du territoire de la communauté notamment en matière des espaces naturels remarquables, bois et rus, espaces agricoles, paysages, insertion des grandes infrastructures de transports, nuisance liées à ces infrastructures, pollution et nuisances environnementales, chartes environnementales ;
  - Projets de protection, de mise en valeur ou de réhabilitation de l’environnement conçus au niveau du territoire de la communauté après étude concernant l’ensemble du territoire ;
  - Actions pédagogiques, d’information et de sensibilisation en matière d’environnement portant sur l’ensemble du territoire de la communauté ;
  - Coordination des moyens communaux en matière de surveillance et de police de l’environnement ;
  - Participation et soutien aux structures de défense ou de mise en valeur de l’environnement s’intéressant à l’ensemble du territoire de la communauté ;
  - Élimination des déchets non ménagers portant atteinte à l’environnement ;
  - Élimination (collecte et traitement) des déchets ménagers et des déchets assimilés.
- Services sociaux et accès aux services publics de proximité :
  - Études sur les besoins et les ressources portant sur l’ensemble du territoire de la communauté ;
  - Information mutuelle des communes sur les services, l’organisation et les actions propres à chaque commune ;
  - Actions destinées à améliorer la coordination des moyens communaux ;
  - Actions conçues et organisées spécifiquement au niveau du territoire de la communauté de communes, après étude sur l’ensemble du territoire.
- Sécurité :
  - Études portant sur l’ensemble du territoire de la communauté ;
  - Information mutuelle des communes sur les services, l’organisation et les actions propres à chaque commune ;
- Actions destinées à améliorer la coordination des moyens communaux
- Groupement d’achat ;
- Acquisitions matériels.

En 2004, la communauté de communes étend ses compétences à l’instruction des dossiers du droit des sols, en 2005, à la gestion de la fourrière départementale et, en 2006, à l’harmonie intercommunale et à de nouveaux services sociaux.

### Budget et fiscalité
La communauté de communes est un établissement public de coopération intercommunale à fiscalité propre.
Afin de financer l'exercice de ses compétences, la communauté de communes perçoit une fiscalité additionnelle aux impôts locaux des communes, sans fiscalité professionnelle de zone (FPZ) et sans fiscalité professionnelle sur les éoliennes (FPE).

## Projets et réalisations
Conformément aux dispositions légales, une communauté de communes a pour objet d'associer des « communes au sein d'un espace de solidarité, en vue de l'élaboration d'un projet commun de développement et d'aménagement de l'espace ».